# Polarissima Borealis
Polarissima Borealis (NGC 3172) est une galaxie lenticulaire située dans la constellation de la Petite Ourse. NGC 3172 a été découvert par l'astronome britannique John Herschel en 1831.

## Caractéristiques
Sa vitesse par rapport au fond diffus cosmologique est de 6 057 ± 29 km/s, ce qui correspond à une distance de Hubble de 89,3 ± 6,3 Mpc (∼291 millions d'al).
La galaxie NGC 3172 est située près du Pôle nord, d'où son nom.

## Supernova
La supernova SN 2010af a été découverte dans NGC 3172 le 4 mars par l'astronome amateur britannique Tom Boles. Cette supernova était de type Ia. 